# Oreste Fabbri
Oreste Fabbri (geboren am 29. Oktober 1905 in Basel; gestorben am 14. September 1966 in Basel) war ein Schweizer Gewerkschafter und Politiker (SP).

## Leben
Oreste Fabbris Eltern stammten aus Italien. Sein Vater war Chemiearbeiter. Fabbri wuchs im St. Johann-Quartier auf. Er machte eine Berufslehre als Steinmetz. Auf diesem Beruf arbeitete er bis 1942. Dann wechselte er in eine Leitungsfunktion im Basler Industriepflanzwerk.
1944 überzeugte ihn Max Weber, Leiter des Sekretariats der Basler Sektion des Schweizerischen Bau- und Holzarbeiterverbands (SBHV) zu werden. In dieser Tätigkeit war Fabbri massgeblich am Abschluss mehrerer Gesamtarbeitsverträge (GAV) beteiligt. Insbesondere half er mit, die GAV nach dem Zweiten Weltkrieg, als das Arbeitsrappengesetz ausgelaufen war, neu auszugestalten. Er konnte weiter zahlreiche Verbesserungen in Bezug auf Löhne, Arbeitszeiten, Ferien, bezahlte Feiertage und Mitsprache der Vertrauensleute in den Unternehmen erreichen. Bei den Arbeitgebern galt er als harter, aber fairer Verhandlungspartner, der getroffene Vereinbarungen in der Arbeiterschaft durchsetzt. 1952 wurde er Sekretär des Gewerkschaftskartells Basel-Stadt.
Fabbri wurde 1953 in den Grossen Rat gewählt. 1956 bis 1961 war er Präsident der SP-Fraktion. Im Amtsjahr 1962/1963 präsidierte er den Grossen Rat.
In weiteren Funktionen war er Ersatzrichter am Strafgericht, Mitglied des ACV-Verwaltungsrates, Mitglied der Rekurskommission der Ausgleichskassen, Personalvertreter im Verwaltungsrat des Stadttheaters und Organisator der Volkssinfoniekonzerte. Er war zudem Mitglied des Ausschusses des Schweizerischen Gewerkschaftsbundes (SGB). Eine Kandidatur für den Regierungsrat und ein Direktionsmandat im Allgemeinen Consumverein beider Basel schlug er aus.
Fabbri starb am 14. September 1966 nach langer schwerer Krankheit. Er wurde auf dem Friedhof am Hörnli bestattet. An seiner Trauerfeier nahmen rund 1000 Personen teil, darunter fünf Regierungsräte, mehrere Nationalräte und zahlreiche Vertreter von Verbänden und Gewerkschaften. Unter den Rednern waren Kartellpräsident Christian Stamm, Carl Miville jun., Ezio Canonica und Max Knapp.